# فولوديمير ششيربيتسكي
فولوديمير فاسيليوفيتش ششيربيتسكي (17 فبراير 1918 - 16 فبراير 1990)، هو سياسي أوكراني وسوفيتي. كان زعيم الحزب الشيوعي الأوكراني من 1972 إلى 1989.

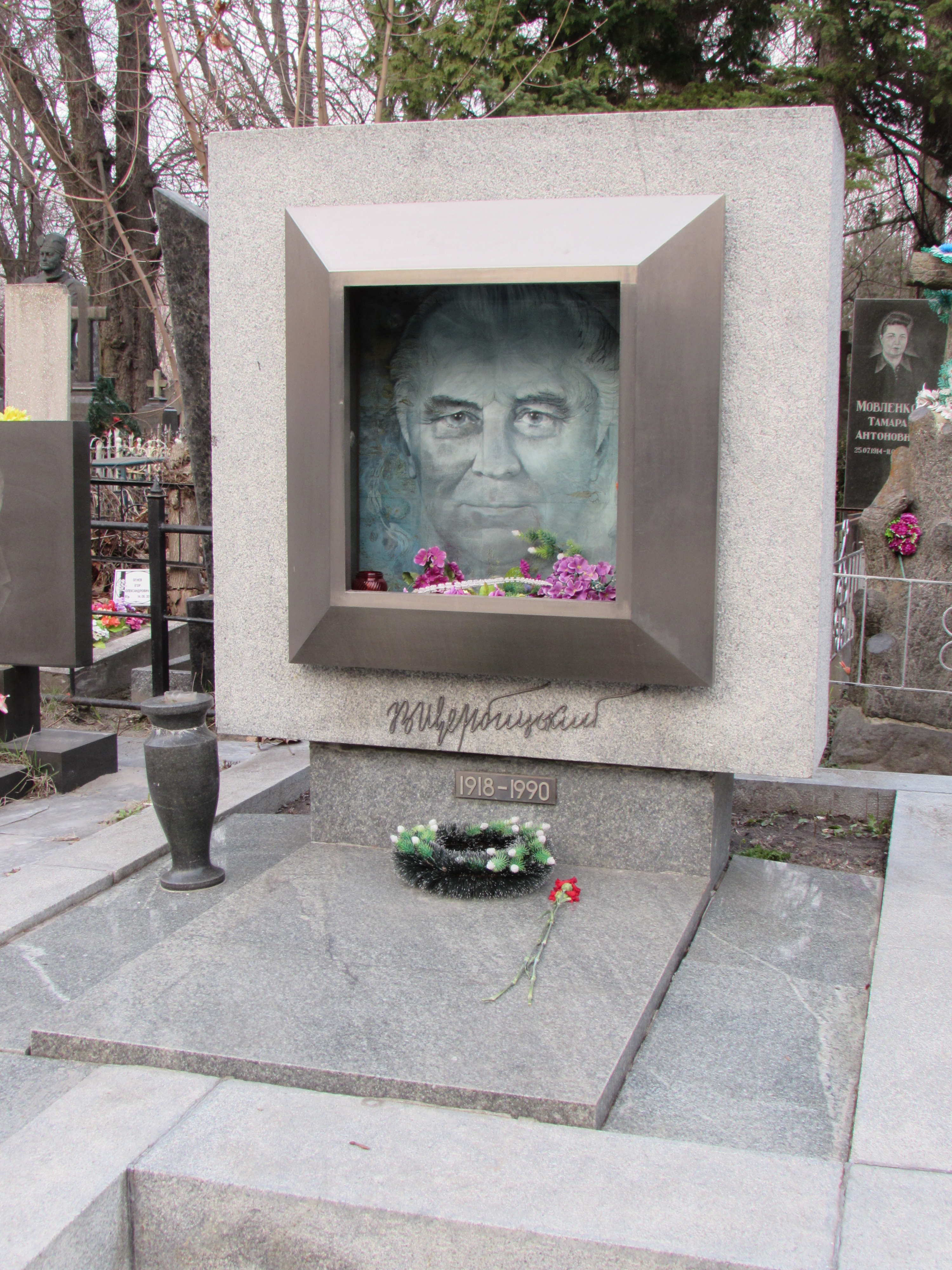
قبر فولوديمير ششيربيتسكي

## الجوائز
- حصل على لقب بطل العمل الاشتراكي مرتين - في عامي 1974 و 1977.
- حصل أيضًا على العديد من الجوائز وشهادات التقدير المدنية والحكومية، بما في ذلك وسام لينين (في أعوام 1958 و 1968 و 1971 و 1973 و 1977 و 1983 و 1988) ووسام ثورة أكتوبر (1978 و 1982) ، وسام الحرب الوطنية من الدرجة الأولى (1985) وميداليات مختلفة.[2]

## روابط خارجية
- Shcherbytsky Volodymyr Vasylyovych ، من بوابة الحكومة الأوكرانية
- نيكيتين ، أ.فلاديمير شيربيتسكي: آخر سكرتير أوكراني . فزجلياد. 6 ديسمبر 2013
- لاتيش يو. فلاديمير ششيربيتسكي ووقته